# Brussels (schip, 1997)
De Brussels is een lpg-gastanker uit de vloot van Exmar met IMO-nummer 9142150.
Het schip meet 26.943 DWT en heeft een capaciteit van 35.000 m³. Het is gebouwd op de werf van Mitsubishi H.I. in Japan en werd in 1997 in de vaart gebracht onder de naam Oxfordshire. Het schip vaart onder de vlag van België.